# 正法寺 (東松山市)
正法寺（しょうぼうじ）は、埼玉県東松山市にある真言宗智山派の寺院である。山号は巌殿山。本尊は千手観世音菩薩で、坂東三十三観音の十番札所である。一般には岩殿観音の通称で知られる。
本尊真言：おん ばざら たらま きりく そわか
ご詠歌：後の世の道を比企見の観世音 この世を共に助け給へや

## 歴史
寺伝によれば養老年間に、沙門逸海が千手観音像を刻み開山し正法庵と称し、鎌倉時代初期に源頼朝の命で比企能員が復興した。頼朝の妻北条政子の守り本尊だったと伝わっている。天正2年（1574年）に栄俊が中興開山となる。天正19年（1591年）に、徳川家康から寺領二十五石の朱印地を与えられる。

## 境内

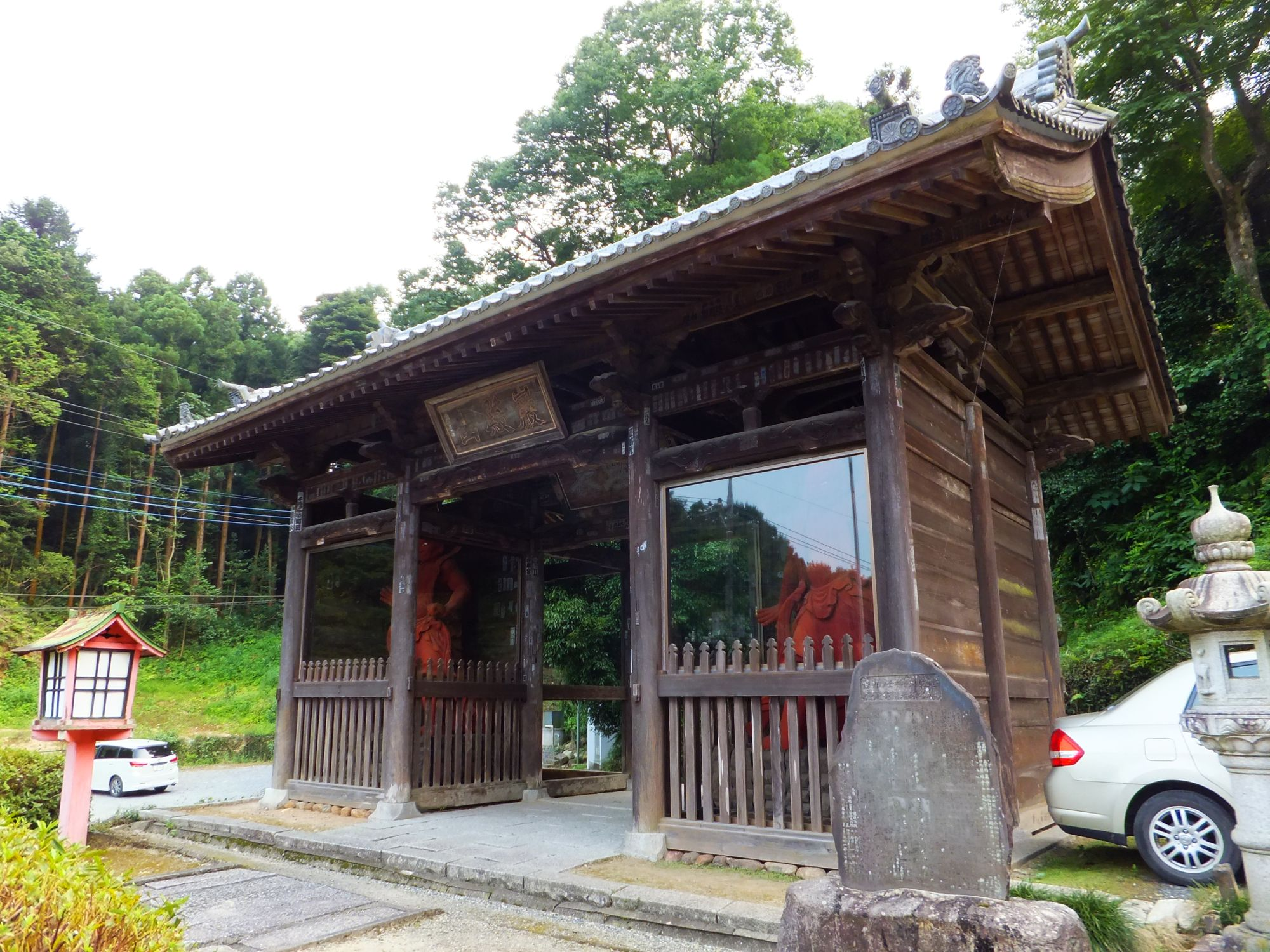
仁王門
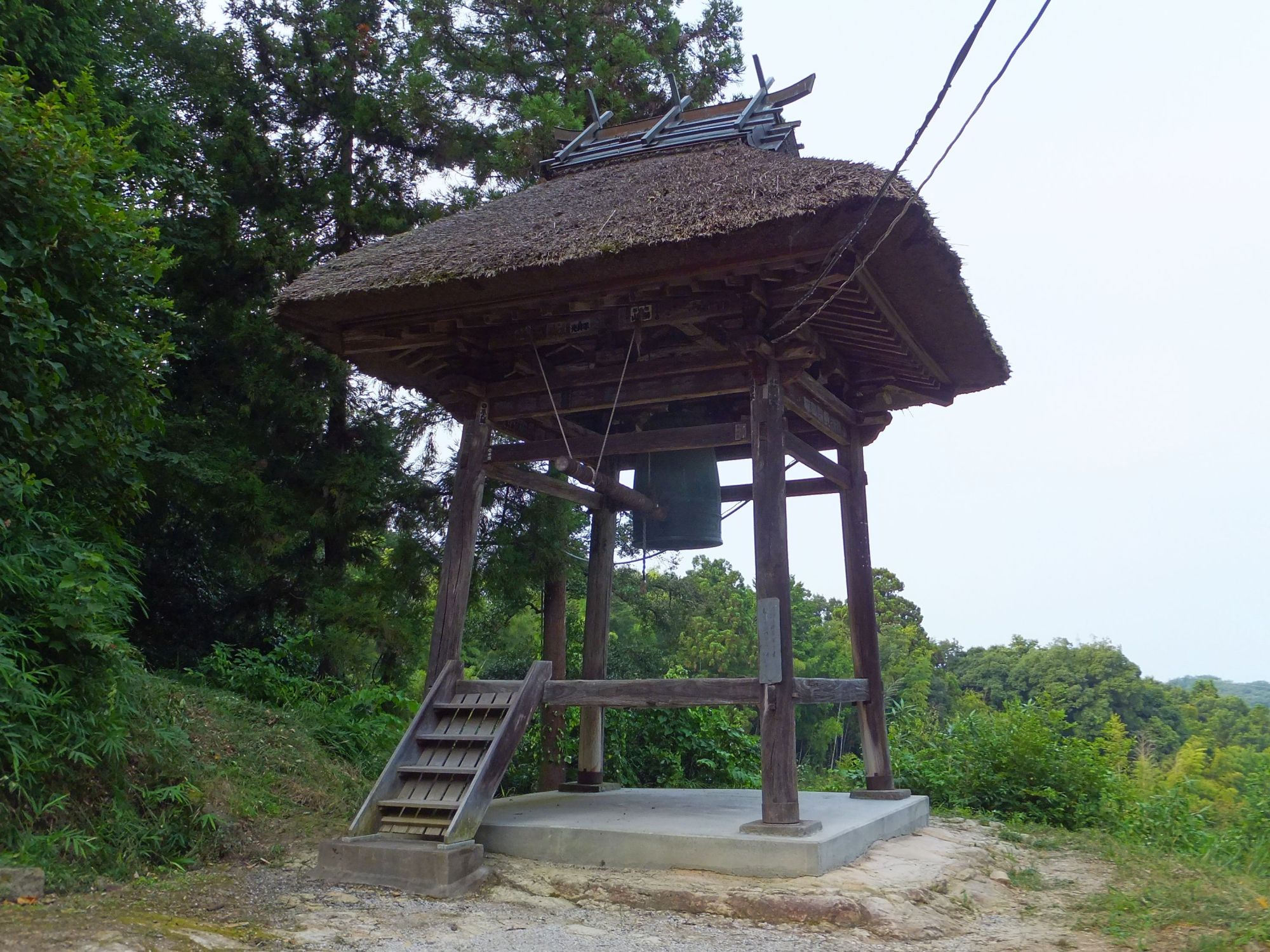
鐘楼と銅鐘
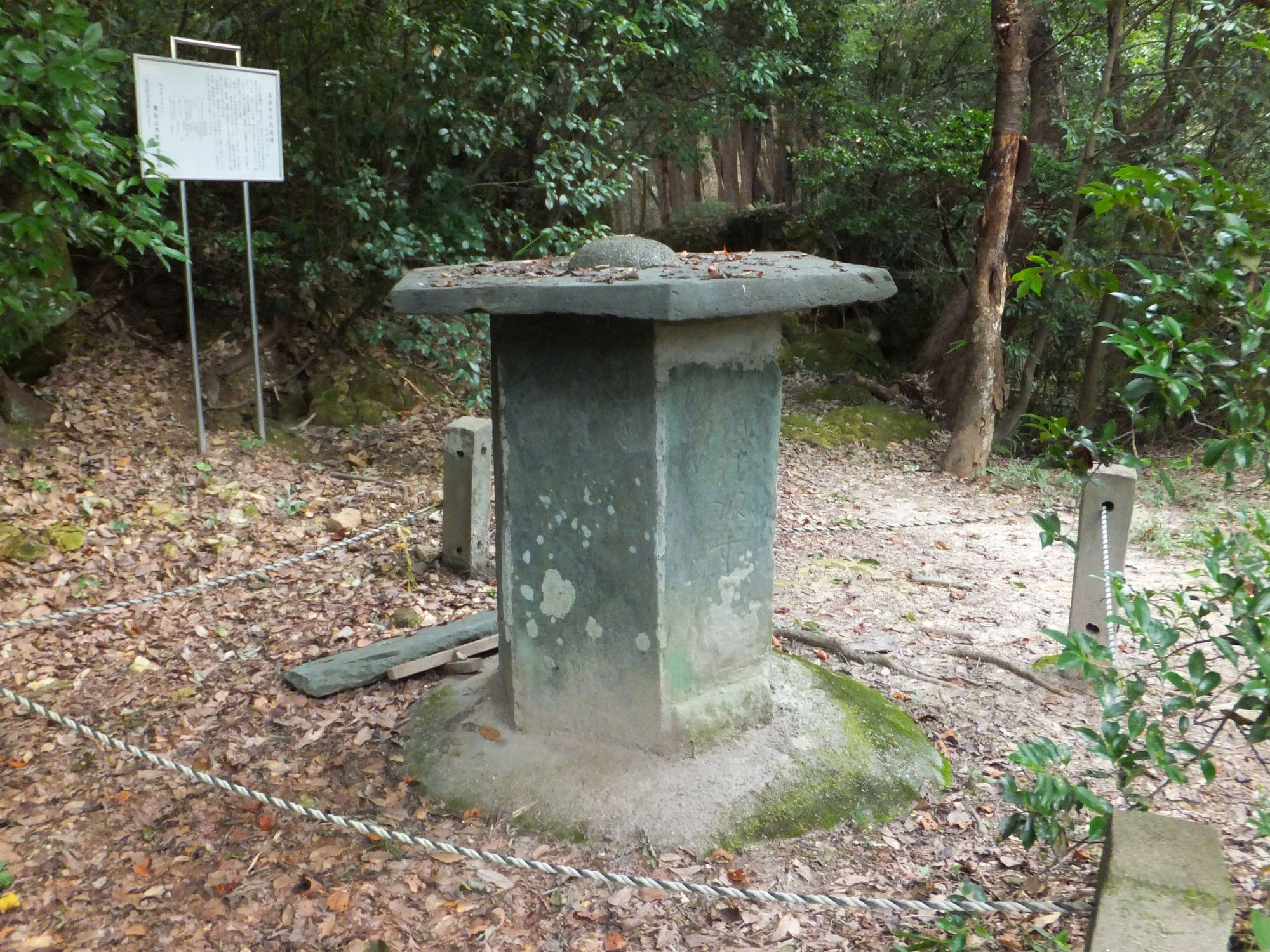
六面幢

岩殿丘陵の最東端に位置し、物見山のすぐ隣にあるため、寺は急傾斜地を切り崩したような場所にあり、東方面にだけ開けている。また、多くの樹木に囲まれているので山寺の雰囲気を持つ。
観音堂
養老年間の創建と伝える。寛永、天明、明治と3回再建され、現在の建物は明治11年（1871年）の火災により観音堂が焼失した為、翌年高麗村白子（現飯能市）の長念寺から移築されたものである。本尊の千手観音は、室町時代の作と伝えられる。
仁王門
表参道から石段を少し登った所にある「巌殿山」の額を掲げた門。左右には仁王像がある。右手に本堂がある。観音堂は、この仁王門から長い階段を登ったところにある。
銅鐘（梵鐘）
元亨2年（1322年）に鋳造されたもので、外面に無数の傷が付いており、これは天正18年（1590年）に豊臣秀吉による関東征伐の際に、山中を引き回した時の傷だと伝えられる。
鐘楼
元禄15年（1702年）に比企郡野本村（現在の東松山市野本）の山田茂兵衛の寄進で建立されたと伝えられる草葺き屋根の建物で東松山市内では最も古い建造物として、東松山市有形文化財に指定されている。
六面幢
天正10年（1582年）に、正法寺の僧、道照が建立したもので、埼玉県史跡に指定されている。
判官塚
比企能員の孫である員茂が1218年頃、能員の菩提を弔うために岩殿観音の南東の地である南新井に塚を築いたもの。大東文化大学東松山キャンパス拡張工事に伴い、現在地に移転した。
- 仁王門
- 鐘楼と銅鐘
- 六面幢

## 文化財
- 正法寺の銅鐘 （埼玉県指定有形文化財）
- 正法寺の鐘楼 （東松山市指定有形文化財）

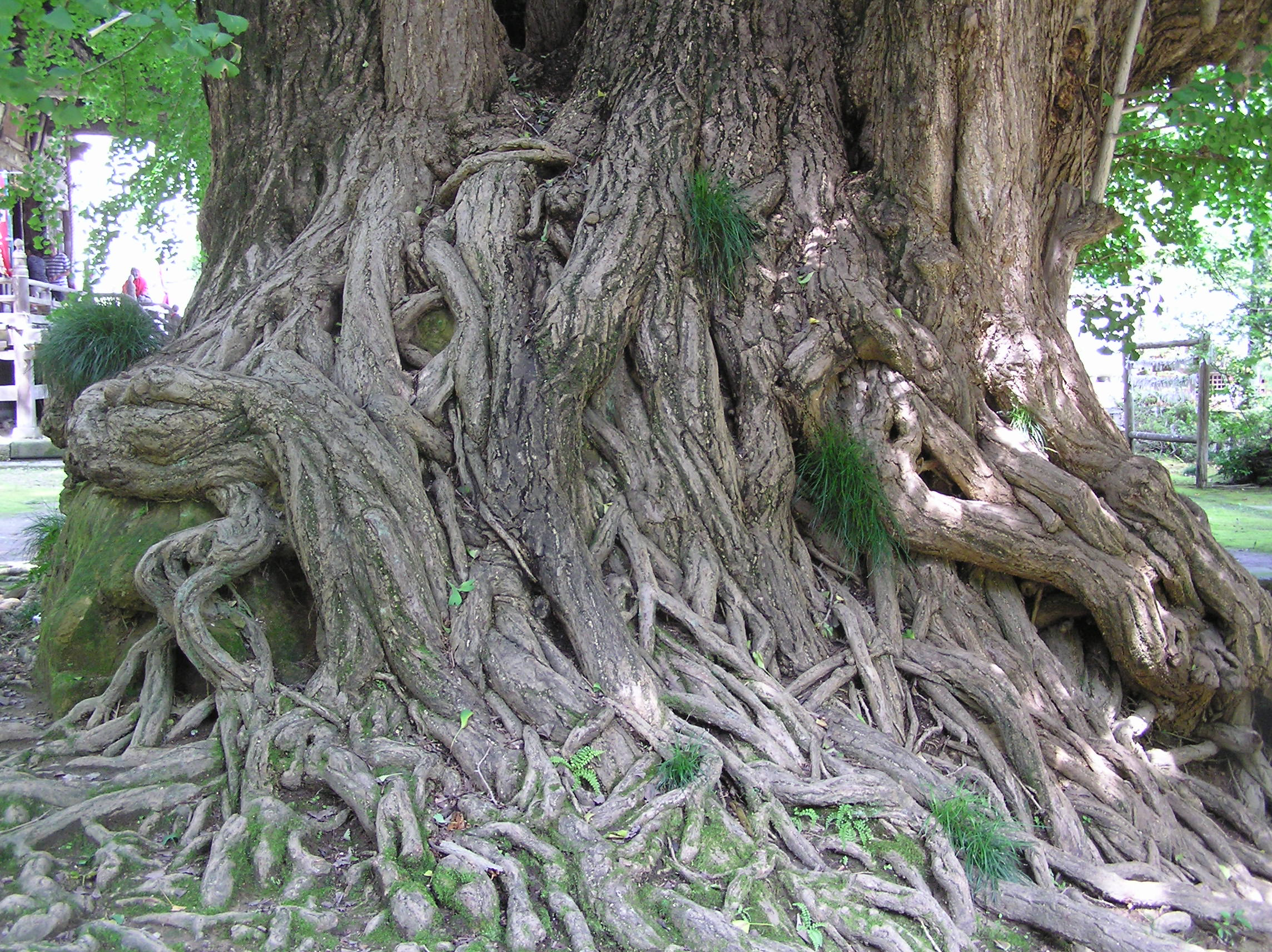
大イチョウ

1. 東松山市の元日【平成２８(2016)年】 - YouTube：東松山市公式YouTube

- 大イチョウ （東松山市指定天然記念物）

1. 正法寺の大イチョウ - YouTube：東松山市公式YouTube

## 参道
仁王門から東にまっすぐに延びる表参道の両脇には家が建ち並んでおり、かつての正法寺と門前町の繁栄の面影を残しているが、実際に商店の建物のまま残っているのは丁字屋旅館（江戸時代から昭和初期まで営業していた）と向かいのうどん屋（2000年頃に丁字屋が運営していた）のみである。参道を歩くと屋号のある家がいくつか残っている。また、昔からの門前町となる参道のため車両の通行には適さない。参道に並行して南側に交通量の多い県道が通っているため、正法寺への参拝者もこの県道脇の駐車場から観音堂へ直接来る人がほとんどである。

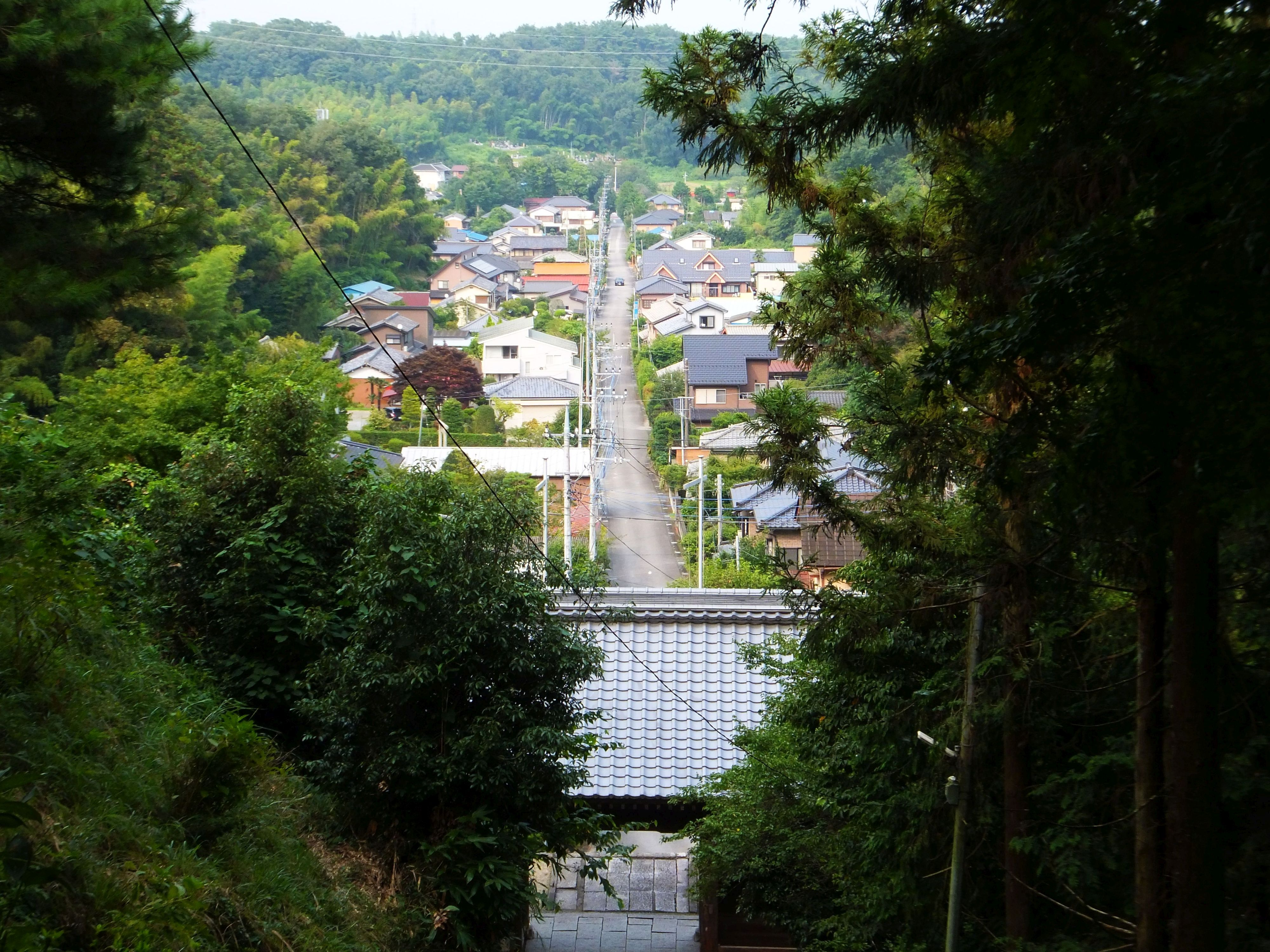
表参道
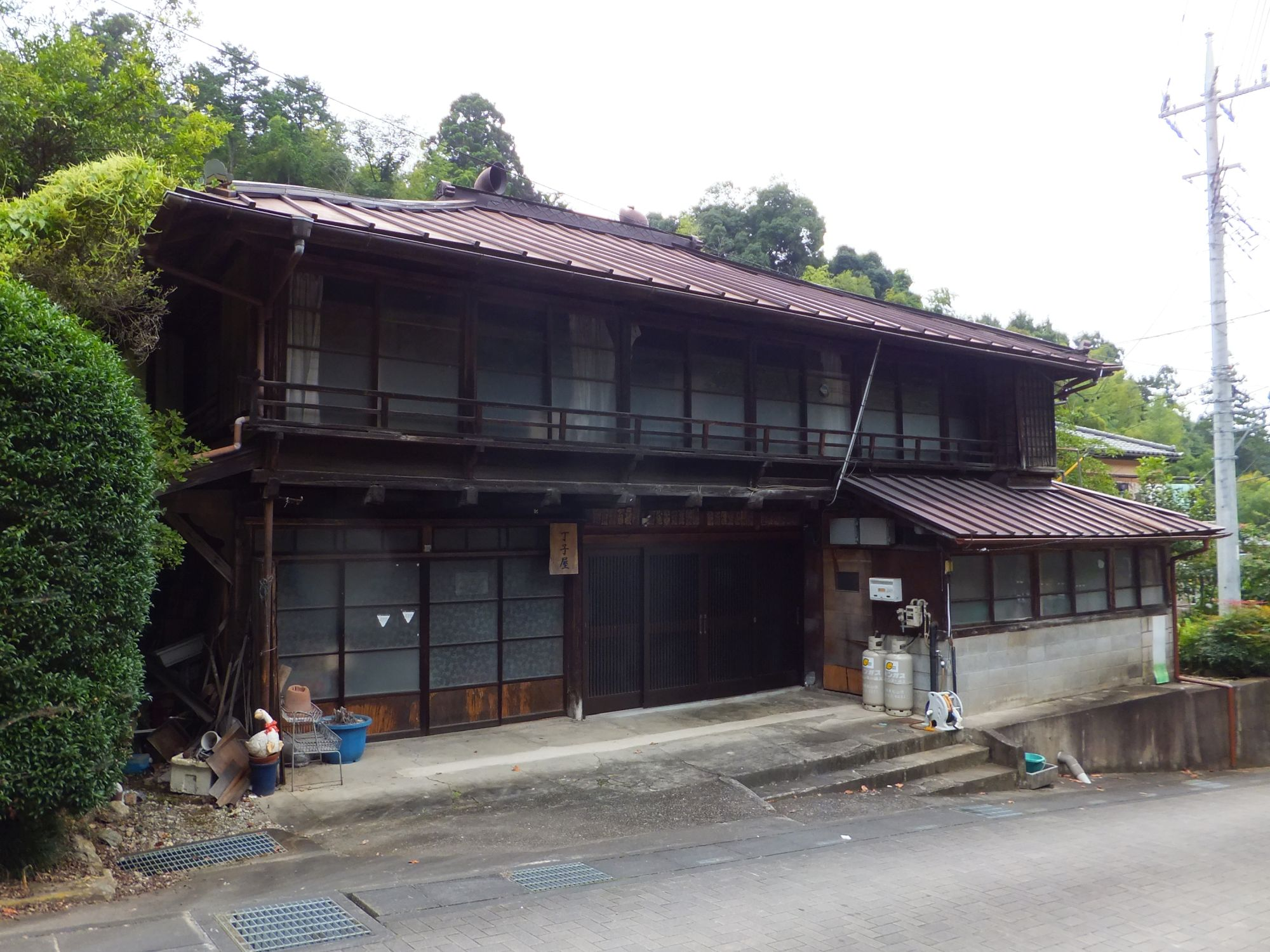
旧丁字屋

## 交通アクセス
鉄道・バス
- 高坂駅（東武東上本線）西へ約3.2km
- 高坂駅西口2番バス乗り場から、川越観光バス TA01系統、TA02系統、TA03系統（「鳩山ニュータウン」ゆき）7分
  - 「大東文化大学」バス停下車徒歩3分

参道を歩くには、上記のバスで物見山登山口バス停下車、こども動物公園前信号を右折、800m先を左折し、長く緩やかな坂道の参道を進むと仁王門に真っすぐに突き当たる。
自動車
- 関越自動車道 東松山ICから約6km
- 関越自動車道 鶴ヶ島ICから約9km
- 国道407号「宮鼻」交差点から埼玉県道212号岩殿観音南戸守線で約4km

## 前後の札所
坂東三十三観音
9 慈光寺 (埼玉県ときがわ町) -- 10 正法寺 -- 11 安楽寺 (埼玉県吉見町)